# Bandongan (plaats)
Bandongan is een bestuurslaag in het regentschap Magelang van de provincie Midden-Java, Indonesië. Bandongan telt 6461 inwoners (volkstelling 2010).